# Greetham (Rutland)
Greetham – wieś w Anglii, w hrabstwie Rutland. Leży 9 km na północny wschód od miasta Oakham i 139 km na północ od Londynu. W 2001 miejscowość liczyła 609 mieszkańców.